# Alexandre de Sa
Alexandre de Sa (23 december 1983) is een Angolees-Nederlands basketballer die 11 jaar in de Eredivisie speelde voor Landstede Basketbal. De Sa speelde van 2000 tot 2011 voor Zwolle; met uitzondering van het seizoen 2005/06 vanwege paspoortproblemen. Daarna nam hij afscheid van de Eredivisie toen hij bij Red Giants Meppel in de Promotiedivisie ging spelen.